# Sojus TMA-01M
Sojus TMA-01M ist eine Missionsbezeichnung für den Flug des russischen Raumschiffs Sojus zur Internationalen Raumstation (ISS). Im Rahmen des ISS-Programms trägt der Flug die Bezeichnung ISS AF-24S. Es war der 24. Besuch eines Sojus-Raumschiffs bei der ISS und der 130. Flug im Sojusprogramm. Erstmals wurde ein Sojus-Raumschiff mit digitaler Steuerungstechnik eingesetzt, welches von nur einem Raumfahrer bedient werden kann. Die Erprobung der Steuerung der neuen Technik erfolgte mit dem Raumtransporter Progress M-01M im November 2008.

## Besatzung
Für den Jungfernflug des neuen Sojus-Typs wurde einer der erfahrensten russischen Kosmonauten als Kommandant ausgewählt.

### Hauptbesatzung
- Alexander Jurjewitsch Kaleri, (5. Raumflug), Kommandant, (Russland/Roskosmos)
- Oleg Iwanowitsch Skripotschka (1. Raumflug), Bordingenieur, (Russland/Roskosmos)
- Scott Kelly (3. Raumflug), Bordingenieur, (USA/NASA)

### Ersatzmannschaft
- Sergej Wolkow, (2. Raumflug), Kommandant, (Russland/Roskosmos)
- Oleg Kononenko, (2. Raumflug), Bordingenieur, (Russland/Roskosmos)
- Ronald Garan, (2. Raumflug), Bordingenieur, (USA/NASA)

## Missionsüberblick
Diese Mission brachte drei Besatzungsmitglieder der ISS-Expeditionen 25 und 26 zur Internationalen Raumstation. Das Sojus-Raumschiff löste Sojus TMA-18 als Rettungskapsel ab.
Am 16. März 2011 um 4:27 UTC koppelte Sojus TMA-01M mit Kaleri, Skripotschka und Kelly an Bord ab. Damit begann auf der ISS die Expedition 27 mit Dmitri Kondratjew als Kommandant. Die Bremszündung wurde um 7:03 UTC eingeleitet. Die Crewkapsel landete nach einem normalen Abstieg gegen 7:54 Uhr UTC in der kasachischen Steppe 93 km nördlich von Arkalyk. Am Landeort herrschte mit starken Winden und eisigen Temperaturen sehr raues Wetter. „Man könnte denken, das war eine Szene vom Nordpol“ sagte NASA-Sprecher Rob Navias zu den extremen klimatischen Bedingungen.
Nach diesem Flug hatte Kaleri 769 Tage im All verbracht und lag hinter Sergei Krikaljow auf Platz 2 der Rangliste der längsten Gesamtzeit im Weltraum.